# 龐季
龐季（?年—?年），為東漢末年軍閥荊州刺史劉表屬下謀士，後在曹操底下任職侍中一職。

## 生平
劉表入主荊州不久，江夏賊黨張虎、陳生擁眾據守襄陽，劉表於是再派屬下謀士龐季和蒯越單騎前往勸說，二人答允出降，於是江南悉平。另據《水經沔水注》記載，宜城縣有大山，在建安三年(西元198年)發生山崩及聞五六十里雉皆屋雊，宜城縣人將這事告訴龐季，龐季說：「山崩河竭，表示國家將分崩離析，我看不久荊州將會易主。」，果然在建安十三年(西元208年)荊州牧劉表死後不久，繼任的兒子劉琮投降了南下攻伐荊州的曹操。